# Pseudanchialina pusilla
Pseudanchialina pusilla är en kräftdjursart som först beskrevs av Georg Ossian Sars 1884.  Pseudanchialina pusilla ingår i släktet Pseudanchialina och familjen Mysidae. Inga underarter finns listade i Catalogue of Life.